# Lou Christie
Lugee Alfredo Giovanni Sacco (Glenwillard, 19 de fevereiro de 1943 – Pittsburgh, 18 de junho de 2025), conhecido pelo nome artístico de Lou Christie, foi um cantor e compositor norte-americano que fez sucesso principalmente na década de 1960.

## Biografia
Nascido em Glenwillard, uma vila do município de Crescent, e criado no subúrbio de Pittsburgh, estudou música e canto na Moon Area High School, atuando também como maestro do coro estudantil e cantando em concertos de férias. Enquanto seu professor, Frank Cummings, pediu para que seguisse carreira na música clássica, ele pretendia gravar um disco para se apresentar no programa "American Bandstand" (exibido entre 1952 e 1989).
Aos 15 anos, conheceu Twyla Herbert, que tornou-se sua principal parceira de composições por 30 anos. Se apresentou com vários grupos musicais e lançou discos por pequenas gravadoras de Pittsburgh entre 1959 e 1962, tendo como destaque a música "The Jury", com o grupo Lugee & The Lions, formado por ele próprio, Shirley (filha de Twyla Herbert) e outros 2 integrantes. Em 1961, mudou-se para Nova Iorque e no ano seguinte, enviou algumas fitas demo para o produtor musical Nick Cenci, que exigiu a mudança de nome artístico para Lou Christie.
Cenci aprovou a voz em falsete do cantor, e sugeriu que ele ouvisse Sherry, recém-gravada pelo grupo The Four Seasons e usada como base para o primeiro sucesso de Lou Christie, "The Gypsy Cried", lançada como single ainda em 1962 e que venceu 30 mil cópias apenas em Pittsburgh, alcançando êxito nacional pouco depois - ficou em 24º lugar na parada Hot 100 da revista Billboard. Outras 2 músicas fizeram sucesso em 1963: "Two Faces Have I", que rendeu um milhão de cópias vendidas e ficou na sexta posição na parada em junho. A gravadora Roulette Records lançou ainda um álbum de 12 canções de Lou Christie e Twyla Herbert que alcançou o 124º na Billboard 200, rendendo ao cantor sua presença na turnê Caravan of Stars, de Dick Clark.
Passou também pelas gravadoras Colpix, MGM Records e Columbia, até chegar em 1969 à Buddah Records, onde gravaria "I'm Gonna Make You Mine", que alcançou o décimo lugar nos Estados Unidos e o segundo posto na UK Singles Chart. Se alternaria entre Londres e Nova Iorque no início da década de 1970, lançando em 1971 "Paint America Love", considerado por alguns seu melhor álbum. Em 1974, lançou um álbum homônimo de música country, conhecido não-oficialmente por "Beyond the Blue Horizon", principal faixa do disco, que embora não tivesse muito destaque, fez parte de várias trilhas sonoras de filmes, incluindo Rain Man (1988).

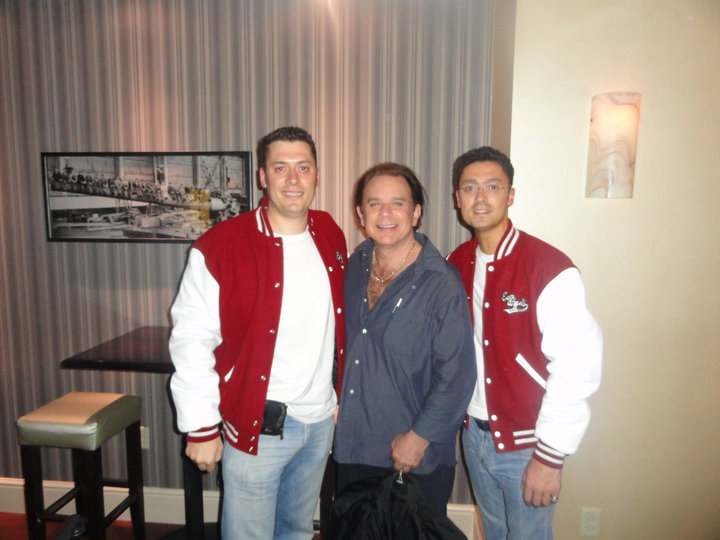
Lou Christie (ao centro) com 2 integrantes do grupo The Earth Angels.

No restante da década e também nos anos 1980, Christie lançou outros trabalhos por Three Brothers, Slipped Disc, Manhattan (onde gravou com Lesley Gore um medley com as músicas "Since I Don't Have You" e "It's Only Make Believe"), Epic, Midland International e Midsong Records, só voltando a gravar um álbum inédito em 1997 ("Pledging My Love"), eleito pela Billboard como "mais impressionante retorno". Um ano antes, participou como ele mesmo do mocumentário Waiting for Guffman, em sua única experiência como ator.
Em 2004, aos 61 anos, lançou seu primeiro disco ao vivo, intitulado 'Greatest Hits Live from the Bottom Line", com apenas uma faixa de estúdio ("Christmas In New York"), e em 2015 gravou o single inédito "Drive In Dreams", composto por Gregory Scharpf (ex-integrante do Sweet Breeze, grupo onde Christie assinaria seu primeiro contrato musical) e, um ano depois, gravou "When You Were Young", também composta por Scharpf. Seus últimos trabalhos foram The Turquoise Trail e Summer In Malibu, lançados em 2012 e 2015.
Faleceu em 17 de junho de 2025, aos 82 anos.

## Discografia

### Álbuns
- Lou Christie (Roulette, 1963)
- Lou Christie Strikes Again (Colpix, 1964)
- Lightning Strikes (MGM, 1965)
- Painter of Hits (MGM, 1966)
- I'm Gonna Make You Mine (Buddah, 1969)
- Paint America Love (Buddah, 1971)
- Lou Christie (Three Brothers, 1974)
- Lou Christie Does Detroit (51 West, 1982)
- Pledging My Love (Varese Sarabande, 1997)
- Greatest Hits Live from the Bottom Line (Varese Sarabande, 2004)
- The Turquoise Trail (Lightning Strikes, 2012)
- Summer in Malibu (Lightning Strikes, 2015)

### Especiais
- Rhapsody in the Grooves: His Finest Recordings 1962–1969 (Raven LP, 1984)
- EnLightnin'ment—The Best of Lou Christie (Rhino, 1990)
- Greatest Hits Vol. 1 (LightningStrikes, 1993)
- Glory River—The Buddah Years 1968–1972 (Sequel, 1994)
- Beyond The Blue Horizon: More of the Best (Varese Sarabande, 1994)
- Greatest Hits Vol. 2 (LightningStrikes, 1997)
- Egyptian Shumba: Singles & Rare Recordings 1962–64 (com o grupo The Tammys; RPM, 2001)
- Original Sinner: The Very Best of the MGM Recordings (RPM, 2004)
- Studio 102 Essentials (Studio 102, 2008)
- Gypsy Bells - Columbia Recordings 1967 (Ace, 2024)